# Julia Purgina
Julia Purgina (* 3. Jänner 1980 in Straubing) ist eine in Deutschland geborene, österreichische Komponistin und Bratschistin.

## Leben
Julia Purgina erhielt zwischen 1985 und 1994 Klavier-, Geigen- und Violinunterricht und legte im Jahr 1998 in St. Pölten die Matura ab. Ab 1997 studierte sie an der Universität für Musik und darstellende Kunst Wien Viola bei Wolfgang Klos und Ulrich Schönauer, Komposition bei Claus Ganter und Erich Urbanner und elektroakustische Komposition bei Karlheinz Essl. Nach einem Studienaufenthalt in den Jahren 2002/2003 an der Universität der Künste Berlin (Viola bei Ulrich Knörzer) legte sie in den Jahren 2004 und 2006 die beiden 2. Diplomprüfungen (mit Auszeichnung) an der Universität für Musik und darstellende Kunst Wien ab. Ebenda folgte im Jahr 2007 ein postgraduales Studium der Komposition bei Chaya Czernowin. Ein 2011 begonnenes Studium der Slowakistik und Germanistik an der Universität Wien schloss sie 2021 ab.
In den Jahren 2013/2014 war Purgina Composer in Residence beim Wiener Concert-Verein. Von 2016 bis 2024 unterrichtete sie als Professorin an der Musik und Kunst Privatuniversität der Stadt Wien musiktheoretische Fächer, zeitgenössische Musik (praktisch und theoretisch) und Viola und leitete hier bis 2022 den Studiengang für Saiteninstrumente. Am 13. Mai 2022 wurde Julia Purgina vom Universitätsrat der Anton Bruckner Privatuniversität unter Vorsitz von Landeshauptmann Thomas Stelzer zur Vizerektorin für Kunst und Lehre gewählt. Seit dem 1. Oktober 2024 ist sie Professorin für Komposition und Historische Satztechniken an der Universität für Musik und darstellende Kunst Wien.
Julia Purgina ist Mitglied des Österreichischen Komponistenbundes, Wien (ÖKB) sowie der Interessensgemeinschaft Niederösterreichischer Komponisten, Wien (INÖK). Im Bereich der Neuen Musik hält sie auch international Vorlesungen.

## Auszeichnungen (Auswahl)
(erstellt nach mica – music austria)

### Preise
- 2001: Kulturförderpreis der Niederösterreichischen Landesregierung
- 2006: Preisträgerin beim Internationalen Antonio-Salieri-Kompositionswettbewerb
- 2007: Preis für Musik des Theodor Körner Fonds

### Stipendien
- 2001: Stipendium Gustav Mahler Jugendorchester
- 2007: Stipendium für Kunst der Viktor-Fohn-Stiftung
- 2010: START-Stipendium des Bundeskanzleramts Österreich für Kunst und Kultur
- 2013: Staatsstipendium für Komposition des Bundeskanzleramts Österreich für Kunst und Kultur

## Werke (Auswahl)

### Ensemblemusik
- Über die Vorzüge des Steinstufensitzens – Quintett für zwei Violinen, Viola, Violoncello und Kontrabass mit Männerstimme solo (2000)[7]
- Violasound I-IV – Duo für Klavier und Viola (2001)[7]
- Rogoschin-Quartett – für zwei Violinen, Viola und Violoncello nach dem Roman „Der Idiot“ von Fjodor Dostojewski (2002)[7]
- Nocturne – Duo für Sprecher und Violin solo nach einem Gedicht von Gottfried Benn (2004)[7]
- Working with Bach – Duo für Violine und Viola (2005)[7]
- Frederick – für Violine solo und Sprecher (2006)[7]
- Schwankungen – Quartett für Flöte, Violine, Viola und Violoncello (2008)[7]
- Reiseskizzen – Streichtrio für Violine, Viola und Violoncello (2008)[7]
- Working with Haydn – Sextett für Flöte, Horn, Perkussion, Harfe, Viola und Kontrabass (2009)[7]
- ...quasi una siciliana... – Quintett für zwei Violinen, Klavier, Viola und Violoncello (2009)[7]
- Chambermusic – Duo für Bassklarinette und Klavier mit tiefer Solostimme (2010)[7]
- Les petites vielles – Quartett für Flöte, Violine, Viola und Violoncello (2011)[7]
- Kammermusik III – Quintett für zwei Violinen, Orgel, Viola und Violoncello (2012)[7]
- Short Piece for 3 Players – Trio für Oboe, Akkordeon und Perkussion (2012)[7]
- Fatrasien – Trio für Klarinette, Klavier und Violoncello (2013)[7]
- Salute a te, o divino pidocchio lunare – Trio für Violine, Violoncello und Klavier (2014)[7]
- Mirabilia Mundi I: Semiramidis Horti Pensiles – Trio für Violine, Violoncello und Klavier (2015)[7]
- Preludio – Duo für Violine und Viola (2016)[7]
- jedes ding atmet sein leben – Duo für Klarinette und Bassklarinette (2019)[7]
- Bagatelle für Brigitte – Quartett für Sopran, Violine, Violoncello und Klavier mit Solostimme Sopran nach Texten von Brigitte Stanek (2019)[7]
- Un coup des libellules – Septett für Flöte, Schlagwerk, Harfe, Klavier, Violine, Viola und Violoncello (2020)[7]

### Solomusik
- St. Paul in the Fields – für Klavier solo (2000)[7]
- Imagine – für Violine Solo (2000)[7]
- Ein Stern hat wohl noch Licht – für Klavier solo (2001)[7]
- Herr Gott, nun schleuß den Himmel auf – für Orgel solo (2004)[7]
- Wachet auf, ruft uns die Stimme – für Orgel solo (2006)[7]
- Mosquitof(l)ight for Violin – für Violine solo (2007)[7]
- Lunarium for Contraforte – für Kontrafagott solo (2009)[7]
- Lunarium für Violoncello – für Violoncello solo (2009)[7]
- Lunarium for Violin – für Violine solo (2010)[7]
- Lunarium for Harpsichord – für Cembalo solo (2011)[7]
- Lunarium for Percussion – für Perkussion solo (2011)[7]
- 5 p.m. Istanbul – für live-improvisierendes Saxophon solo und Tonband-Zuspielung (2012)[7]
- 4 Intermezzi – für Klavier solo (2013)[7]
- Mirabilia Mundi III: Artemisium Ephesium – für Klavier solo (2015)[7]

### Orchestermusik
- Sappho Fragmente – Für großes Orchester und Sopran (2006)[7]
- Dogfood – Für großes Ensemble (2008)[7]
- Herbarium – 4 Miniaturen für Orchester (2008)[7]
- Viola Concerto – Für Viola und großes Ensemble (oder Orchester) (2009)[7]
- From Muybridge – The Human Figure in Motion (2017)[7]
- Vortex Peccatorum – The Seven Deadly Sins in the Time of Alternative Facts (2017–2018)[7]
- Akatalepsia – Für großes Orchester (2018)[7]
- musique noire I – Für Horn und Ensemble (2019)[7]

### Film- und Bühnenmusik
- Catzilla – Werbefilm im Kino (2001)[7]
- Meine Spende lebt – Musik für einen Caritas-Werbespot (2002)[7]
- Mellifluence – Variationen mit obligatorischem Tänzer (2005)[7]
- Ao-Jo Gesänge – Duo für Sopran und Klavier (2007)[7]
- Silvia oder das Waldmärchen: Eine Schauspielmusik (2015)[7]
- Der Durst der Hyäne – Kammeroper nach Texten von Kristine Tornquist (2020)[7]
- Miameide – Kammeroper nach Texten von Kristine Tornquist (2020)[7]

### Vokalmusik
- Silence I, II – Vortrag über nichts nach Texten von John Cage (2000)[7]
- 2 movements for „Koloman Wallisch Cantata“ – für Solostimmen Tenor und Bass, Chor und Orchester nach Texten von Bertolt Brecht (2016)[7]
- Zaubersprüche – für Vokalquintett (2016)[7]
- Dignitatis Humanae – für Chor a cappella (2016)[7]
- Vier Kindertotenlieder – Für Solostimme Tenor mit Klarinette und Kontrabass (2019)[7]